# Битва за Мосул

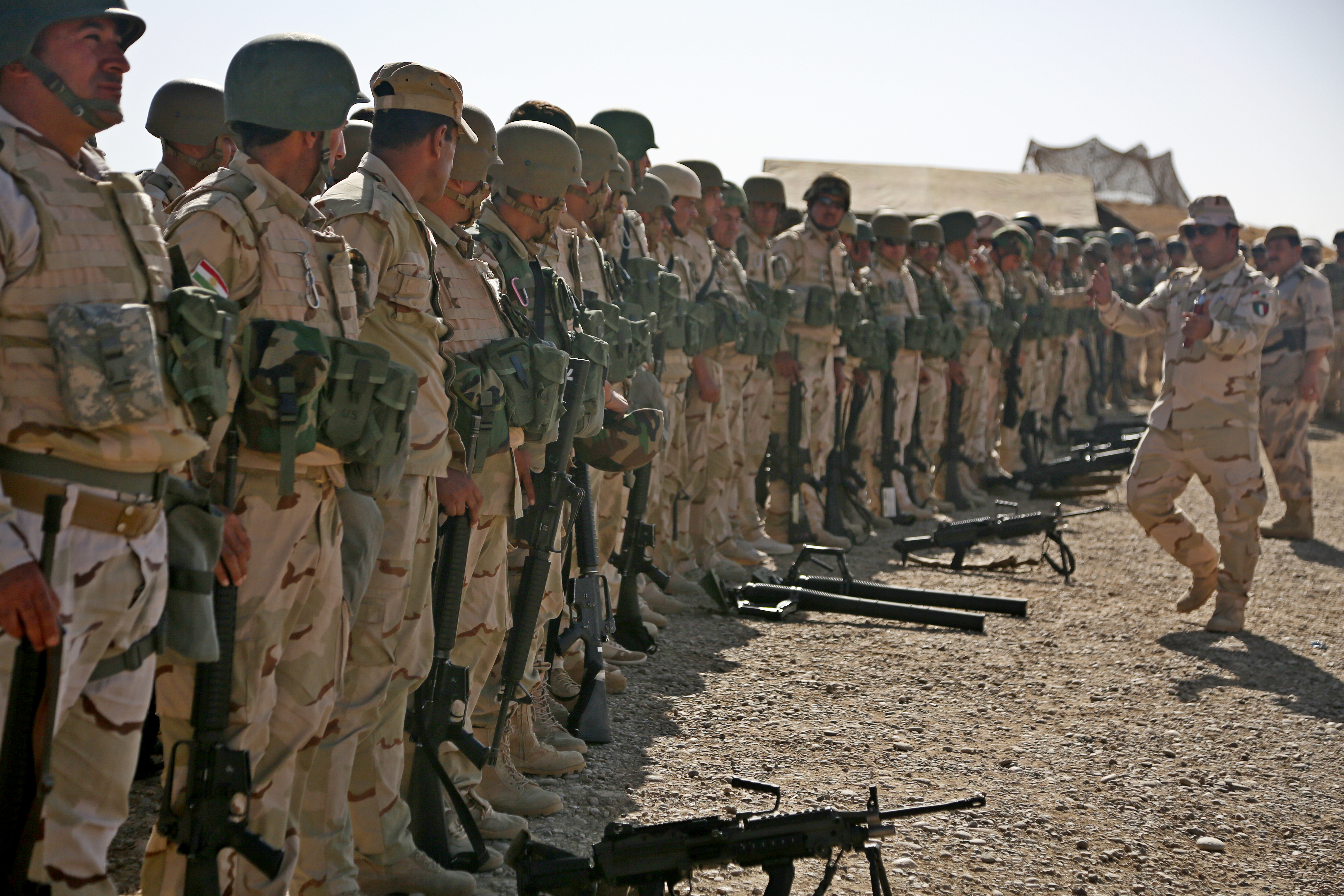
Бійці пешмерга з італійським інструктором

Мапа контролю територій під час наступу на Мосул, серпень 2016 року

Ситуація станом на 25 січня 2017 (повне визволення східного Мосула)

Ситуація станом на 1 березня 2017. Іракські сили повністю оточили бойовиків ІД.

Битва за Мосул — військове протистояння між силами іракської армії, курдськими воєнізованими формуваннями пешмерга і міжнародних сил з одного боку та силами екстремістського угруповання ІД з іншого за контроль над містом Мосул в північному Іраку. Битва за Мосул — важливий і вирішальний етап у військовій боротьбі проти ІД. Операція стала найбільшим розгортанням іракських збройних сил з часів вторгнення коаліційних сил до Іраку в 2003 році.
23 січня 2017 року урядові війська відбили в ІД всю східну частину міста.
19 лютого 2017 року почався наступ на західну частину Мосула, котрий завершився розгромом формувань ІД в місті до 29 червня 2017 року. Офіційно оголошено про звільнення міста було 9 липня 2017 року після знищення кількох груп бойовиків, які ще залишилися у місті.

## Передумови

### Захоплення міста
Місто Мосул здебільшого населене сунітами, що, через недовіру населення міста новій шиїтській владі, сприяло легкому захопленню терористами в червні 2014 року. У Великій Мечеті Мосула Абу Бакр аль-Багдаді проголосив створення «халіфату».

## Операція зі звільнення міста
На середину 2016 року Мосул залишався останньою цитаделлю ІД в Іраку.
Сили іракської армії, пешмерга і міжнародні сили 16 жовтня 2016 року розпочали масштабний наступ на місто. Іракські військові атакували Мосул з півдня, а курдські — зі сходу. Оборону міста тримало більше 6 тисяч бійців ІД. Проведення операції було ускладнене тим, що у місті проживало близько 1,5 мільйонів чоловік, отже існувала загроза використання бойовиками цивільного населення як живих щитів.
В перших числах листопада лідер Ісламської Держави Абу Бакр аль-Багдаді залишив місто.

### 2016
31 жовтня: урядові сили Іраку підійшли на відстань менше кілометра до Мосула.
1 листопада: іракські шиїтські ополченці заявили, що їх загони встановили контроль над шосе між Мосулом і сирійської Ракка, дорога була основним шляхом постачання сил бойовиків, що утримували Мосул.
29 грудня: Іракські сили безпеки розпочали другу фазу наступу на бойовиків ІД в Мосулі, просуваючись із трьох напрямків у східні райони, де бої були припинені майже місяць.

### 2017
1 січня: Іракські урядові війська наступають на східному березі Тигру і займають райони Карама, Інтісар і Сіха.
23 січня: Іракські сили заявили про взяття східного Мосулу.
12 березня: Збройні сили Іраку відбили у бойовиків Ісламської Держави більше третини території в західному Мосулі.
13 березня: Іракська армія заявила про відновлення контролю над понад 40 відсотками території міста Мосул, які раніше були захоплені бойовиками Ісламської Держави.
29 червня: Іракська армія заявила про падіння «халіфату» після здобуття руїн мечеті Ан-Нурі в Мосулі, у якій три роки тому Ісламська Держава проголосила створення «халіфату». В місті ще залишилися нечисленні групи бойовиків. Тому про повне звільнення міста оголосять через кілька днів.
9 липня офіційно оголошено про звільнення міста.